# فریتاون (ایندیانا)
فریتاون (به انگلیسی: Freetown) یک منطقهٔ مسکونی در ایالات متحده آمریکا است که در شهرستان جکسون، ایندیانا واقع شده‌است. فریتاون ۱۹۸٫۱۲ متر بالاتر از سطح دریا واقع شده‌است.